# Джеймс, Марлон (писатель)
Марлон Джеймс (англ. Marlon James; род. 24 ноября 1970, в Кингстоне) — ямайский писатель, первый в истории лауреат Букеровской премии с Ямайки за роман «Краткая история семи убийств», опубликованный в 2014 году.

## Биография
Джеймс родился в семье полицейских. Окончил Университет Вест-Индии, где изучал язык и литературу. В 2006 году получил степень магистра в Уилкском университет (штат Пенсильвания). С 2007 года преподаёт в колледже Макалестер в Сент-Поле (штат Миннесота). Живёт в Миннеаполисе.
Опубликовал свой первый роман в 2009-м. В 2014 году вышел его третий роман — «Краткая история семи убийств». Книга была высоко оценена критиками, и в 2015 году Джеймс получил за неё Букеровскую премию. Выйдя на сцену, где вручалась премия, он пошутил:
Я был настолько уверен, что не выиграю, что даже не подготовил соответствующую событию речь.